# Leandro Barbosa
Leandro Mateus Barbosa (São Paulo, 28 de novembro de 1982), também conhecido como Leandrinho, é um ex-basquetebolista brasileiro que atuava como ala-armador. Atualmente é auxiliar técnico do Sacramento Kings.
Em 2009 fundou o primeiro acampamento de basquetebol do Brasil, o Leandrinho Basketball Camp, realizado na cidade de São Bernardo do Campo, reunindo profissionais de alto nível para ensinar basquetebol a jovens de todo o país.
Na temporada da NBA de 2006–07, foi eleito o NBA Sixth Man of the Year atuando pelo Phoenix Suns, sendo o primeiro brasileiro a ganhar um prêmio individual na NBA. Já na temporada de 2014–15, foi campeão da NBA atuando pelo Golden State Warriors, vencendo a série final contra a equipe do Cleveland Cavaliers.

## Carreira

### Palmeiras
A carreira de Leandrinho começou cedo, mais precisamente aos 17 anos, quando ele participou de seu primeiro torneio, o Campeonato Paulista de 1999 pela equipe do Palmeiras, na época comandado pelo técnico Lula Ferreira.

### Bauru
Foi contratado pelo time do Bauru em 2001. Durante sua primeira temporada como profissional no Brasil, jogando pelo Tilibra/Copimax/Bauru, ele foi treinado por Jorge Guerra. Leandrinho obteve a média de 15,8 pontos, 6,4 assistências e 1,7 roubos de bola por jogo. Ele foi escolhido como jogador revelação durante o Paulista de 2001. Barbosa terminou a temporada como o quarto jogador classificado no percentual de três pontos, em sexto lugar em assistências e décimo primeiro em metas de campo. Em 2002, ele venceu o Campeonato Brasileiro de Basquete com o Bauru, e foi convocado para a Seleção Brasileira que jogou no Campeonato Mundial de 2002.

### NBA
Em sua carreira na NBA, Leandrinho tem média de 12,9 pontos, 2,7 assistências por jogo, 1,0 roubada de bola e 2,4 rebotes em 26 minutos jogados por jogo. Participou de 407 jogos, começando como titular em 104 deles, todos pelo Phoenix Suns. Totalizou 5231 pontos até 4 de março de 2009, tendo como maior pontuação em um só jogo 41 pontos.

#### Phoenix Suns
Com 1,91 m de altura e 2,08 m de envergadura, foi a 28ª escolha geral no Draft de 2003 da NBA pelo San Antonio Spurs, mas seus direitos foram adquiridos pelos Phoenix Suns em uma troca que garantiria uma futura escolha protegida de primeira rodada ao time.

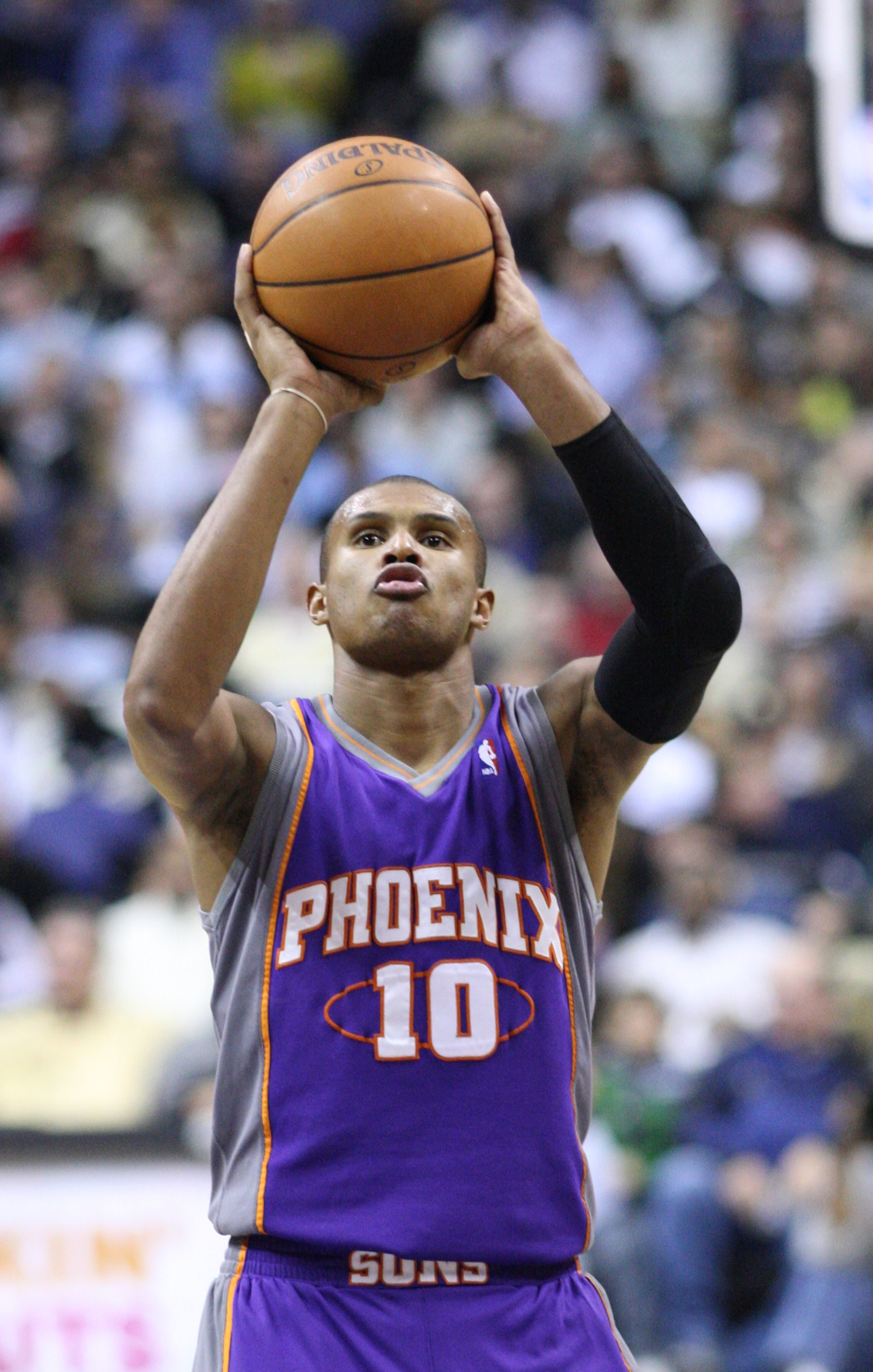
Barbosa convertendo um lance livre em 2007

Leandro Barbosa detém o recorde do Suns de pontos marcados em um jogo por um estreante como pela primeira vez como titular, com 27 pontos marcados contra o Chicago Bulls no dia 5 de janeiro de 2004. Ele estabeleceu recorde dos Suns para bolas de três pontos por um novato em jogos consecutivos quando bateu pelo menos um de três pontos por jogo durante uma raia de 10 jogos de 2 janeiro a 19 janeiro. Ele terminou a temporada com média de 7,9 pontos e 2,4 assistências em 70 jogos. Em sua segunda temporada nos Suns permaneceu sobre os números assinados em seu primeiro ano na liga, dando um salto qualitativo na temporada 2005–06 com média de 13,1 pontos, 2,6 rebotes e 2,8 assistências. Em 3 de agosto de 2006, ele renovou com o Suns por US $ 33 milhões, estendendo seu vínculo por mais cinco anos.

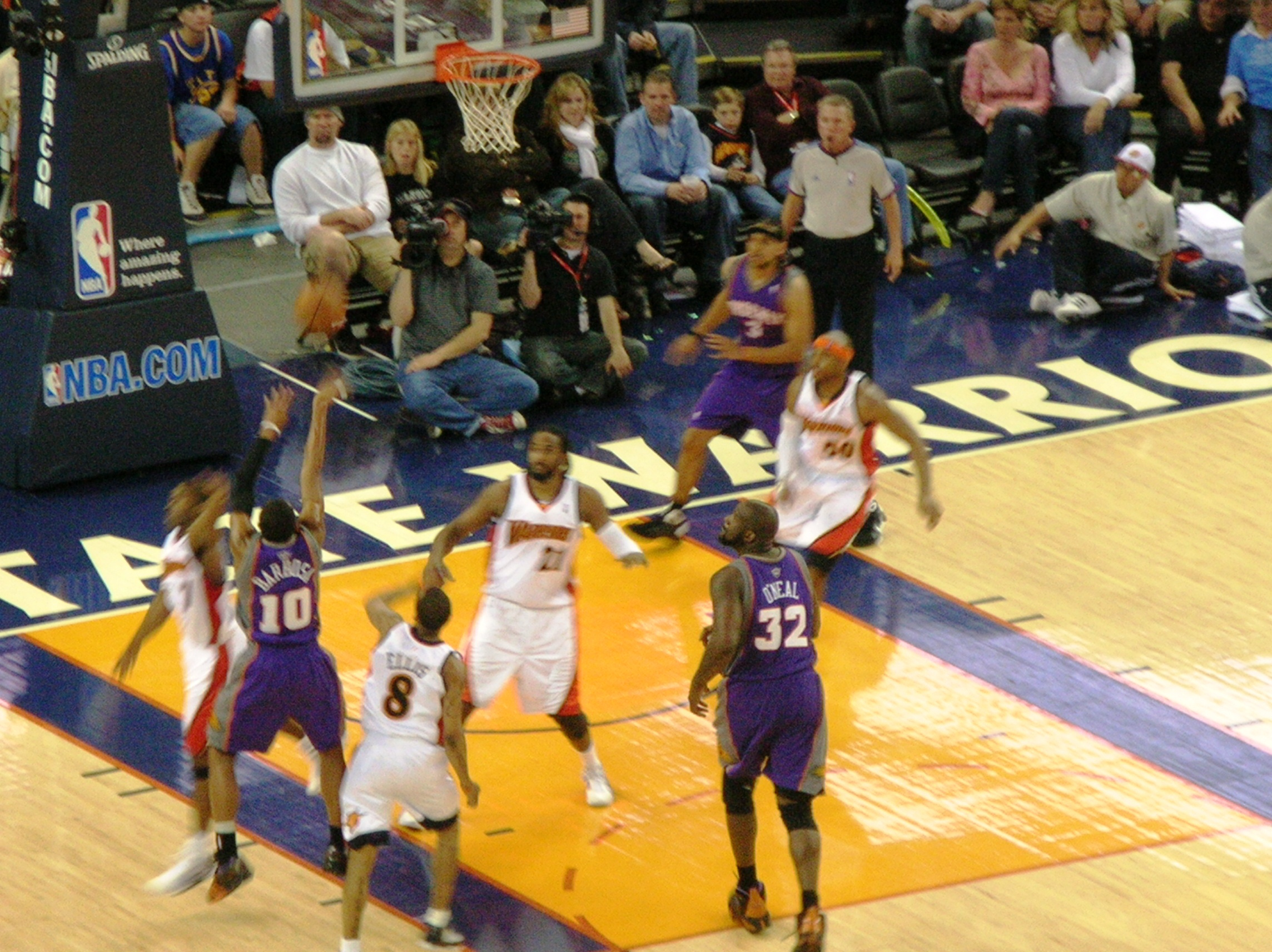
Leandrinho arremessando durante um jogo contra o Golden State Warriors, em 16 março de 2009

No entanto, a explosão ocorreu em sua quarta temporada na liga, a de 2006–07, quando Leandrinho foi adaptado perfeitamente para o papel de sexto homem estelar na equipe de Mike D'Antoni. Seus números na média foram 18,1 pontos, 2,7 rebotes, 4,0 assistências e 32,7 minutos por jogo, vencendo o prêmio de Melhor Sexto Homem da NBA. Na primeira rodada de playoffs contra o Los Angeles Lakers, ele teve médias de 21,3 pontos nos cinco jogos da série fazendo grandes disputas nos jogos entre ele e Kobe Bryant.
Teve grande atuação no dia 20 de fevereiro de 2009, ao marcar 41 pontos contra o Oklahoma City Thunder.

#### Toronto Raptors
Em 14 de julho de 2010, Barbosa foi negociado junto com Dwayne Jones para o Toronto Raptors em troca de Hidayet Türkoğlu. Durante seu tempo em Toronto, Leandro aumentou significativamente a sua pontuação total de de sua última temporada em Phoenix.
Em 2011, no período de greve da NBA, jogou 15 jogos pelo Flamengo. Realizou sua última partida pelo rubro-negro no dia 3 de dezembro, contra a Liga Sorocabana. Após sua volta à NBA, o jogador atuou metade da temporada pelo Toronto Raptors e foi envolvido em uma troca com o Indiana Pacers.

#### Indiana Pacers
Durante a temporada da NBA de 2011–12, Leandrinho foi trocado para o Indiana Pacers por uma futura escolha de segunda rodada do "draft". Barbosa reencontrou Lou Amundson, ex-jogador dos Suns, e a dupla ajudou Indiana melhorar significativamente o suficiente para torná-lo para a segunda rodada dos playoffs antes de perder para Miami Heat.

#### Boston Celtics
Em 17 de outubro 2012, Barbosa assinou com o Boston Celtics.
No dia 12 de fevereiro de 2013, depois de um jogo contra o Charlotte Bobcats em 11 de fevereiro, foi confirmado que Leandrinho tinha rompido os ligamentos do joelho esquerdo. Esta lesão o tirou do restante da temporada. Ele foi o terceiro membro da equipe cuja lesão encerrou sua temporada no início de um período de três semanas, junto com Rajon Rondo e Jared Sullinger.

#### Washington Wizards
Em 21 de fevereiro de 2013, no último dia da janela de transferências da NBA, Barbosa e Jason Collins foram negociados para o Washington Wizards em troca de Jordan Crawford.

#### Retorno ao Phoenix Suns
No dia 5 de janeiro de 2014, o ala-armador assinou um contrato de dez dias com a equipe do Phoenix Suns para jogar a temporada da NBA de 2013–14. Em 18 de janeiro assinou seu segundo contrato de 10 dias com o Suns. Depois de assinar dois contratos válidos por dez dias cada um, o brasileiro fechou um novo acordo com o Phoenix Suns no dia 28 de janeiro, dessa vez até o fim da temporada 2014.

#### Golden State Warriors
Em 28 de agosto de 2014, Leandrinho assinou com o Golden State Warriors por um ano. Com 12 anos de NBA na bagagem, brasileiro chegou para disputar a temporada de 2014–15 e sagrou-se campeão ao lado de craques como Stephen Curry e Klay Thompson. Após o título, Barbosa renovou por mais um ano com os Warriors para disputar a temporada de 2015–16. No entanto, a equipe não conseguiu o bi campeonato, perdendo o título para o Cleveland Cavaliers de LeBron James. Com o fim da temporada, o ala-armador assinou novamente com o Phoenix Suns.

#### Phoenix Suns (terceira passagem)
Em sua terceira passagem pelo Suns, Leandrinho disputou a temporada de 2016–17, não atingindo números muito expressivos. Foi dispensado pelo Suns ao final da temporada, ficando na espera de alguma proposta para continuar na NBA.

### NBB

#### Flamengo
Em 18 de agosto de 2011, durante o NBA lockout de 2011, Barbosa voltou ao Brasil e assinou com o Flamengo. Seu contrato tinha uma cláusula que lhe permitiria voltar para a NBA, uma vez que o lockout de 2011 havia terminado.

#### Pinheiros
No dia 19 de novembro de 2013, retornou para o Brasil para disputar o NBB pelo Pinheiros.

#### Franca
Leandrinho voltou novamente ao Brasil em 17 de novembro de 2017, sendo contratado pelo Franca.

#### Minas
Assinou com o Minas no dia 13 de dezembro de 2018, chegando como reforço para disputar a temporada 2018–19 do NBB.

### Aposentadoria
Em 14 de setembro de 2020, Leandrinho anunciou a aposentadoria do basquete para poder trabalhar na comissão técnica do Golden State Warriors junto com o treinador Steve Kerr, comandante do brasileiro em seu único título da NBA.

## Estatísticas

### Campeonato Nacional de Basquete
| Ano      | Equipe | PJ | MPJ | 2P   | 3P   | LL   | RT  | AS  | BR  | TO  | PPJ  |
| -------- | ------ | -- | --- | ---- | ---- | ---- | --- | --- | --- | --- | ---- |
| 2001–02  | Bauru  | 43 | -   | .545 | .427 | .725 | 3.6 | 6.4 | 1.7 | ?   | 15.8 |
| 2002–03  | Bauru  | 20 | -   | .503 | .447 | .833 | 4.0 | 7.0 | 2.5 | 0.7 | 28.2 |
| Carreira |        | 63 | -   | .526 | .437 | .775 | 3.7 | 6.6 | 1.9 | 0.7 | 19.7 |

### Temporada regular do NBB
| Ano      | Equipe    | PJ | MPJ  | 2P   | 3P   | LL   | RT   | AS   | BR   | TO   | PPJ  |
| -------- | --------- | -- | ---- | ---- | ---- | ---- | ---- | ---- | ---- | ---- | ---- |
| 2011–12  | Flamengo  | 6  | 33.0 | .688 | .364 | .800 | 3.00 | 4.00 | 0.83 | 0.33 | 19.0 |
| 2013–14  | Pinheiros | 8  | 33.3 | .463 | .500 | .812 | 3.13 | 3.13 | 1.38 | 0.50 | 20.7 |
| 2017–18  | Franca    | 12 | 25,1 | .521 | .224 | .800 | 3.00 | 2.80 | 1.60 | 0.40 | 14.4 |
| Carreira |           | 26 | 30.4 | .557 | .363 | .804 | 3.04 | 3.31 | 1.27 | 0.41 | 18.0 |

### Temporada regular da NBA
| † | Campeão da NBA |

| Ano      | Equipe     | PJ  | PT  | MPJ  | FG%  | 3P%  | LL%  | RT  | AS  | BR  | TO  | PPJ  |
| -------- | ---------- | --- | --- | ---- | ---- | ---- | ---- | --- | --- | --- | --- | ---- |
| 2003-04  | Phoenix    | 70  | 46  | 21.4 | .447 | .395 | .770 | 1.8 | 2.4 | 1.3 | 0.1 | 7.9  |
| 2004-05  | Phoenix    | 63  | 6   | 17.3 | .475 | .367 | .797 | 2.1 | 2.0 | 0.5 | 0.1 | 7.0  |
| 2005-06  | Phoenix    | 57  | 11  | 27.9 | .481 | .444 | .755 | 2.6 | 2.8 | 0.8 | 0.1 | 13.1 |
| 2006-07  | Phoenix    | 80  | 18  | 32.7 | .476 | .434 | .845 | 2.7 | 4.0 | 1.2 | 0.2 | 18.1 |
| 2007-08  | Phoenix    | 82  | 12  | 29.5 | .462 | .389 | .822 | 2.8 | 2.6 | 0.9 | 0.2 | 15.6 |
| 2008-09  | Phoenix    | 70  | 11  | 24.4 | .482 | .375 | .881 | 2.6 | 2.3 | 1.2 | 0.1 | 14.2 |
| 2009-10  | Phoenix    | 44  | 5   | 17.9 | .425 | .324 | .877 | 1.6 | 1.5 | 0.5 | 0.3 | 9.5  |
| 2010-11  | Toronto    | 58  | 0   | 24.1 | .450 | .338 | .796 | 1.7 | 2.1 | 0.9 | 0.1 | 13.3 |
| 2011-12  | Toronto    | 42  | 0   | 22.5 | .436 | .360 | .835 | 1.9 | 1.5 | 0.9 | 0.2 | 12.2 |
| 2011-12  | Indiana    | 22  | 0   | 19.8 | .399 | .424 | .758 | 2.2 | 1.5 | 0.9 | 0.0 | 8.9  |
| 2012-13  | Boston     | 41  | 2   | 12.5 | .430 | .383 | .756 | 1.1 | 1.4 | 0.4 | 0.1 | 5.2  |
| 2013-14  | Phoenix    | 5   | 5   | 22.6 | .400 | .125 | .750 | 2.8 | 2.4 | 0.5 | 0.0 | 10.0 |
| 2014-15  | Warriors † | 66  | 1   | 14.9 | .474 | .384 | .784 | 1.4 | 1.5 | 0.6 | 0.1 | 7.1  |
| 2015-16  | Warriors   | 68  | 0   | 15.9 | .462 | .355 | .839 | 1.7 | 1.2 | 0.6 | 0.1 | 6.4  |
| 2016-17  | Phoenix    | 67  | 0   | 14.4 | .439 | .357 | .889 | 1.6 | 1.2 | 0.5 | 0.1 | 6.3  |
| Carreira | Carreira   | 850 | 112 | 21.6 | .459 | .387 | .821 | 2.0 | 2.1 | 0.8 | 0.1 | 10.6 |

### Playoffs da NBA
| Ano      | Equipe     | PJ  | PT | MPJ  | FG%  | 3P%  | LL%  | RT  | AS  | BR  | TO  | PPJ  |
| -------- | ---------- | --- | -- | ---- | ---- | ---- | ---- | --- | --- | --- | --- | ---- |
| 2005     | Phoenix    | 12  | 0  | 9.7  | .343 | .400 | .500 | 1.4 | 1.0 | 0.3 | 0.0 | 2.5  |
| 2006     | Phoenix    | 20  | 3  | 31.6 | .470 | .391 | .862 | 1.6 | 2.7 | 0.8 | 0.2 | 14.2 |
| 2007     | Phoenix    | 11  | 1  | 31.7 | .405 | .305 | .718 | 3.5 | 2.2 | 1.1 | 0.2 | 15.8 |
| 2008     | Phoenix    | 5   | 1  | 28.6 | .345 | .222 | .909 | 4.0 | 1.8 | 0.6 | 0.0 | 10.4 |
| 2010     | Phoenix    | 16  | 0  | 15.6 | .417 | .343 | .708 | 1.3 | 1.3 | 0.3 | 0.1 | 7.2  |
| 2012     | Indiana    | 11  | 0  | 20.3 | .370 | .150 | .500 | 2.2 | 1.3 | 0.5 | 0.1 | 5.7  |
| 2015     | Warriors † | 21  | 0  | 10.9 | .443 | .348 | .818 | 1.3 | 0.9 | 0.3 | 0.0 | 5.0  |
| 2016     | Warriors   | 23  | 0  | 11.1 | .580 | .383 | .762 | 1.2 | 0.7 | 0.5 | 0.0 | 5.6  |
| Carreira | Carreira   | 119 | 5  | 18.5 | .437 | .332 | .770 | 1.7 | 1.4 | 0.5 | 0.1 | 8.0  |

### Seleção Brasileira
| Ano  | Equipe         | PJ | MPJ  | 2P   | 3P   | LL    | RT  | AS  | BR  | TO  | PPJ  |
| ---- | -------------- | -- | ---- | ---- | ---- | ----- | --- | --- | --- | --- | ---- |
| 2002 | Copa do Mundo  | 4  | 29.4 | .200 | .333 | 1.000 | 1.2 | 1.2 | 0.5 | 0.0 | 2.2  |
| 2003 | Pan-Americanos | 8  | 17.4 | .545 | .391 | .808  | 1.9 | 0.9 | 0.5 | 0.0 | 12.0 |
| 2005 | Copa América   | 9  | 35.4 | .515 | .426 | .758  | 4.7 | 4.2 | 2.2 | 0.1 | 21.2 |
| 2006 | Copa do Mundo  | 5  | 29.4 | .553 | .176 | .517  | 1.0 | 2.8 | 1.8 | 0.0 | 13.2 |
| 2007 | Marchand       | 1  | 20.0 | .517 | .000 | 1.000 | 0.0 | 2.0 | 1.0 | 0.0 | 9.0  |
| 2007 | Copa América   | 10 | 32.0 | .490 | .377 | .797  | 1.5 | 2.8 | 1.0 | 0.1 | 21.8 |
| 2009 | Marchand       | 3  | 31.0 | .500 | .500 | .789  | 4.0 | 2.0 | 1.0 | 0.0 | 20.7 |
| 2009 | Copa América   | 8  | 32.9 | .711 | .295 | .688  | 2.2 | 1.9 | 1.1 | 0.0 | 21.1 |
| 2010 | Copa do Mundo  | 6  | 29.0 | .529 | .333 | .812  | 3.0 | 1.5 | 2.0 | 0.0 | 16.2 |
| 2011 | Copa América   | 3  | 26.3 | .500 | .300 | .667  | 4.3 | 4.0 | 0.6 | 0.0 | 17.0 |
| 2012 | Olimpíada      | 6  | 25.5 | .525 | .400 | .688  | 2.2 | 0.3 | 0.5 | 0.2 | 16.2 |
| 2014 | Copa do Mundo  | 7  | 23.9 | .535 | .429 | .714  | 1.1 | 1.1 | 1.6 | 0.1 | 11.9 |
| 2016 | Olimpíada      | 5  | 26.2 | .543 | .143 | .800  | 2.6 | 2.0 | 1.4 | 0.0 | 11.8 |

## Prêmios e homenagens

### Como jogador
Bauru
- Campeonato Nacional: 2002

Phoenix Suns
- NBA Sixth Man of the Year: 2007

Golden State Warriors
- Campeão da NBA: 2015

### Como auxiliar-técnico
Golden State Warriors
- Campeão da NBA: 2022